# Königsberger Klopse

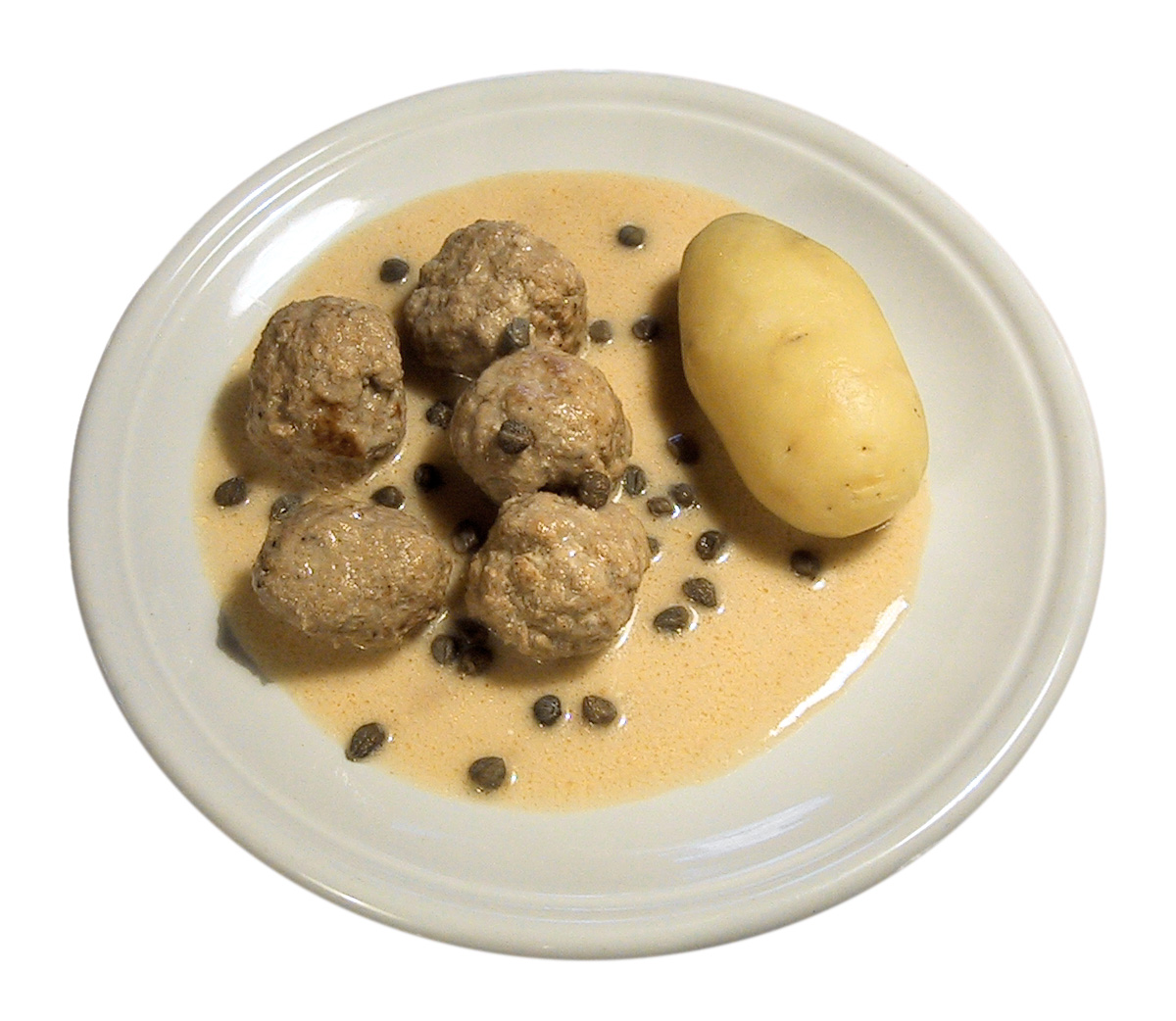
Königsberger Klopse.

Les Königsberger Klopse, denominades també Soß-  o Kochklopse en les regions properes a Berlín, són una especialitat de la regió de Prússia Oriental que es cuina com una espècie de mandonguilles de carn amb una salsa base de crema amb tàperes.

## Preparació
Se sol emprar en l'elaboració carn picada de vedella o de vaca i es barreja amb carn de porc, afegint a la pasta una mica d'areng en salaó (Salzhering o sardines), ceba, ou i espècies. Es formen unes boles amb una mica de farina i s'aboquen en salmorra perquè es coguen. Se serveixen amb nata i ou i s'afigen algunes tàperes. Com acompanyament se sol posar en el plat una creïlla cuita o arròs.

## Extensió en el món
Aquest menjar, s'ha fet famós en moltes parts del món, podent així poder trobar-la en llocs tals com un restaurant a Barcelona o simplement a Suïssa. És una recepta, que també pateix variacions depenent del territori que se serveix. Per exemple, en el sud d'Alemanya se serveix amb les tàperes triturades.